# Косослой

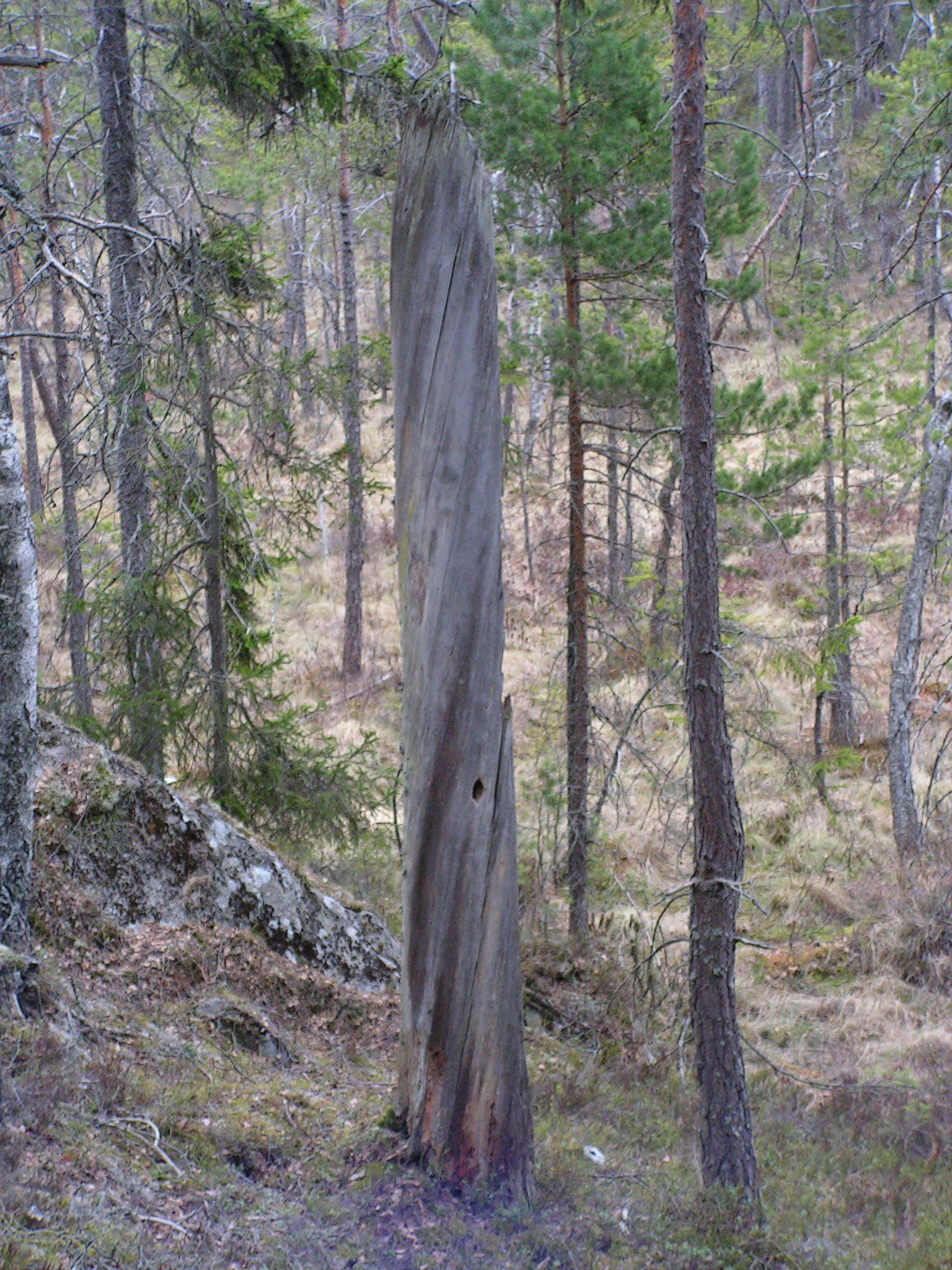
Природный косослой

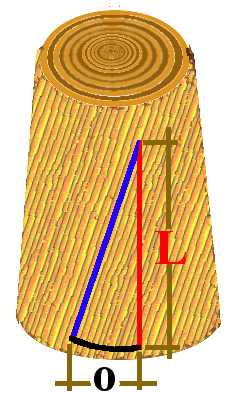
Измерение природного косослоя

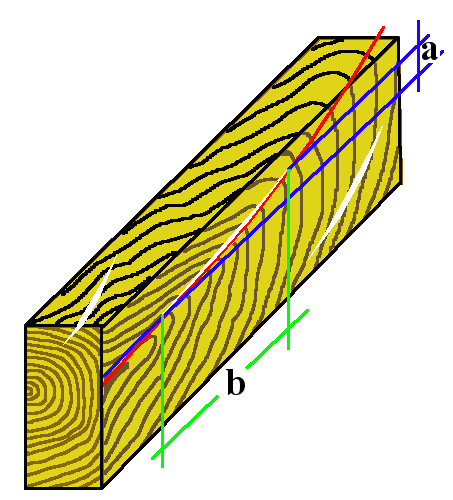
Измерение искусственного косослоя

Кососло́й — порок строения древесины, выражающийся в отклонении направления древесных волокон от продольной оси сортимента — древесного ствола, пилопродукции или шпона.

## Природный косослой
Тангентальный (тангенциальный) наклон волокон, или природный косослой (неофициальное) выражается в расположении волокон по спирали вокруг оси дерева.
Опытный человек может определить косослойное дерево ещё на корню, покрытое корой. Определяется по трещинам на поверхности коры или, у окорённого дерева, по трещинам на стволе. У разных видов и пород идёт либо по часовой стрелке, либо против часовой. Данный порок настолько широко распространён у многих древесных пород, что может считаться скорее нормой, чем отклонением от неё. Проявляется почти у всех видов деревьев, особенно часто у сосны, ели, лиственницы и граба. Не ограничивается стволом, распространяется и на сучья и ветки; увеличивается от сердцевины к периферии и по высоте ствола. У пиломатериалов и шпона виден на поверхности тангентального спила.
Дерево, поражённое косослоем, называется косослойным деревом. Существуют целые косослойные леса. Есть мнение, что они появляются вследствие передачи этого порока через семена, на что указывает повальное его распространение в некоторых местностях, например, косослой очень распространён в Туруханском крае, по Енисею, где, как указывает ЭСБЕ, волокна делают почти целый оборот вокруг ствола на 1 фут (30,48 см).
Измеряется в процентах: отклонение волокон в 1 см на 1 м длины составляет 1 % косослойности древесины. Особенно значительно снижает прочность древесины на растяжение и изгиб косослойность больше 5 %. При измерении первый метр от комлевого торца в расчёт не принимают. Косослой увеличивает прочность древесины при раскалывании, порождает повышенную продольную усушку и коробление.

## Искусственный косослой
Радиальный наклон волокон, или искусственный косослой (неофициальное), или перерезание годовых слоёв (неофициальное) — отклонение направления годовых слоёв от продольной оси пиломатериала, шпона или деталей. Образуется при пилении лесоматериалов со сбежистостью (см.), закомелистостью или кривизной. Может образоваться и при неправильной распиловке прямослойной древесины. Древесина с таким пороком плохо воспринимает поперечную нагрузку, не подходит для гнутья. Измеряется так же, как и природный косослой. Затрудняет механическую обработку (строжку и тёску).

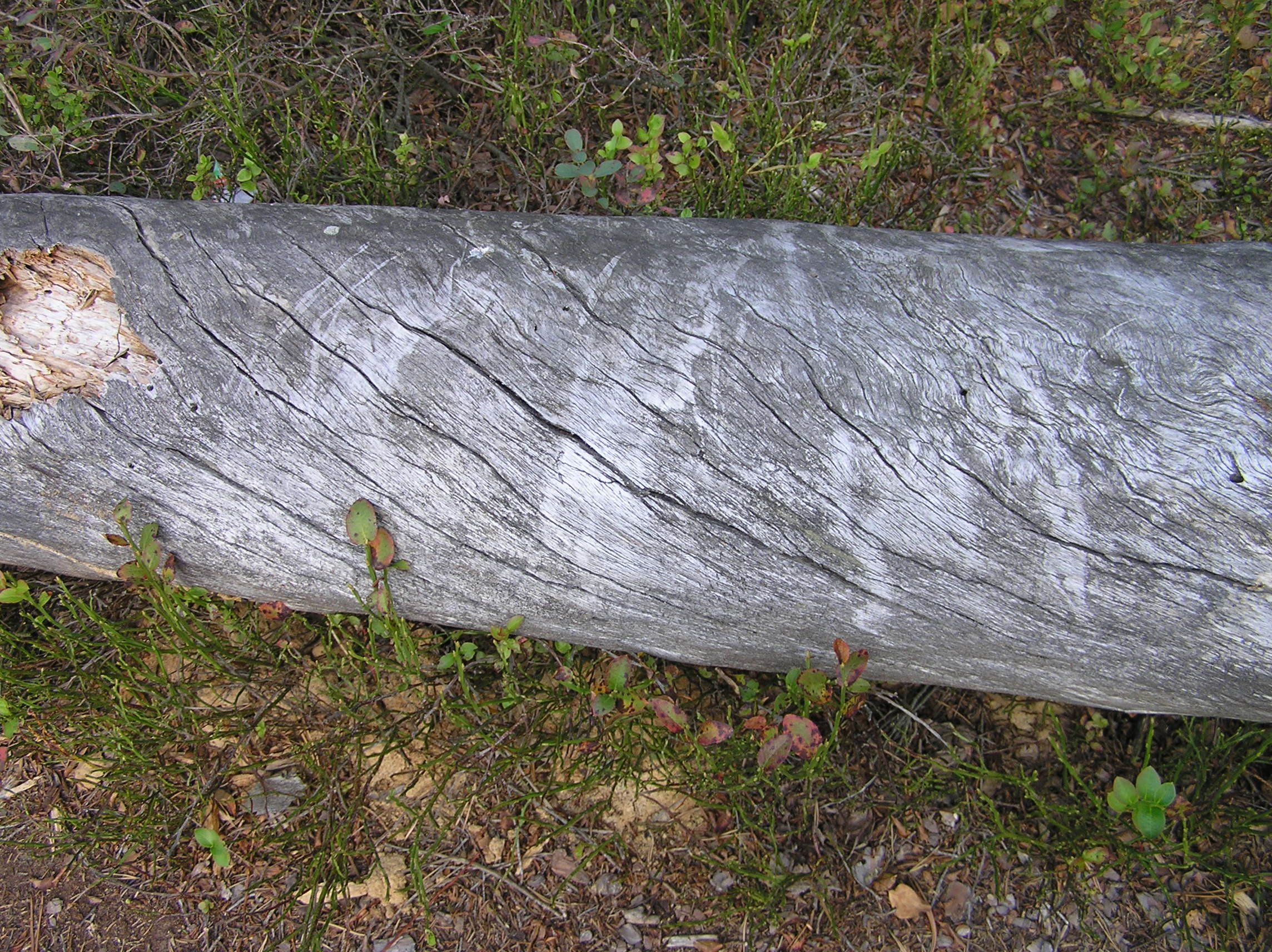
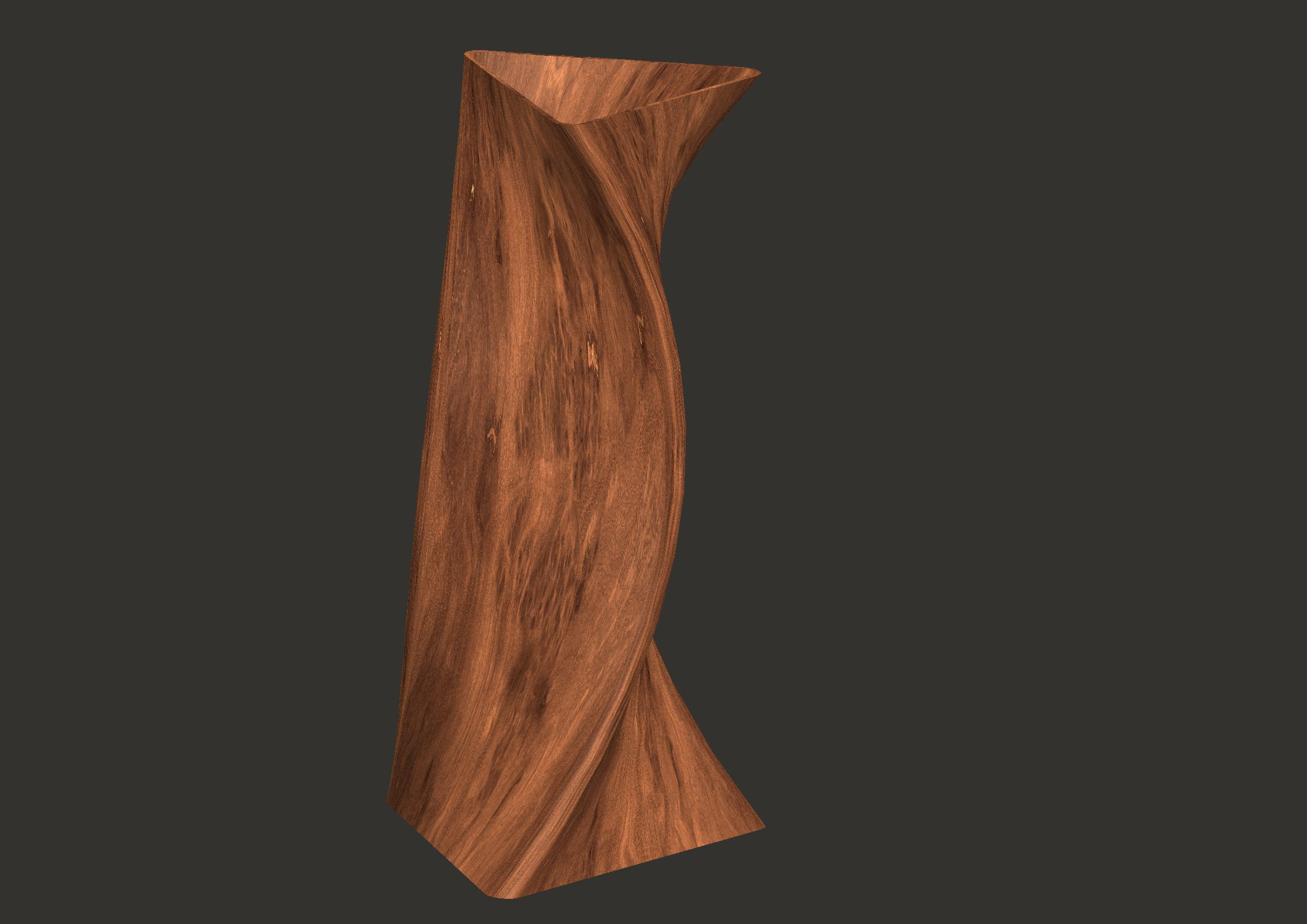
Природный косослой, использованный в изобразительном искусстве
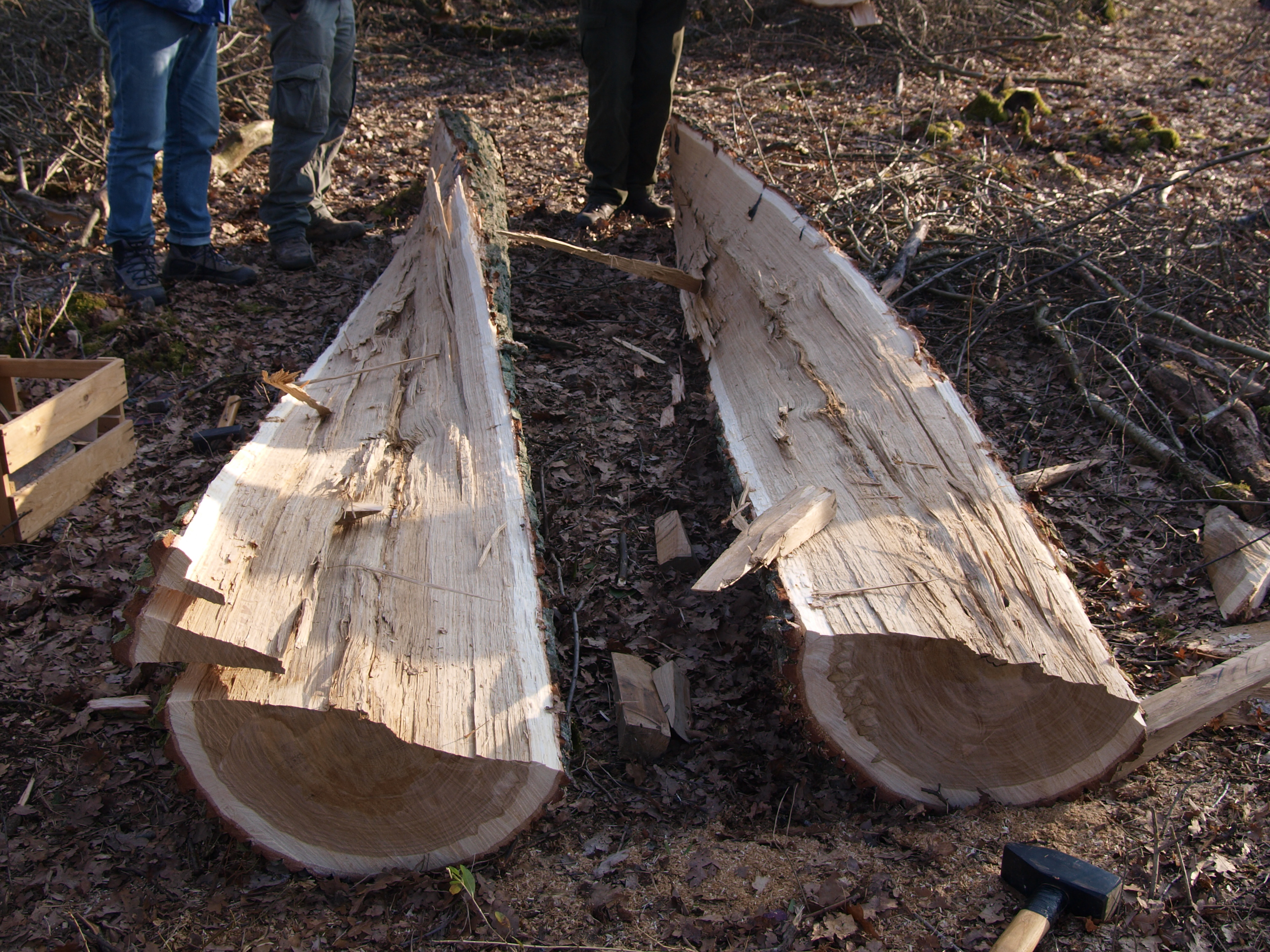
Косослойный ствол, расколотый на плахи
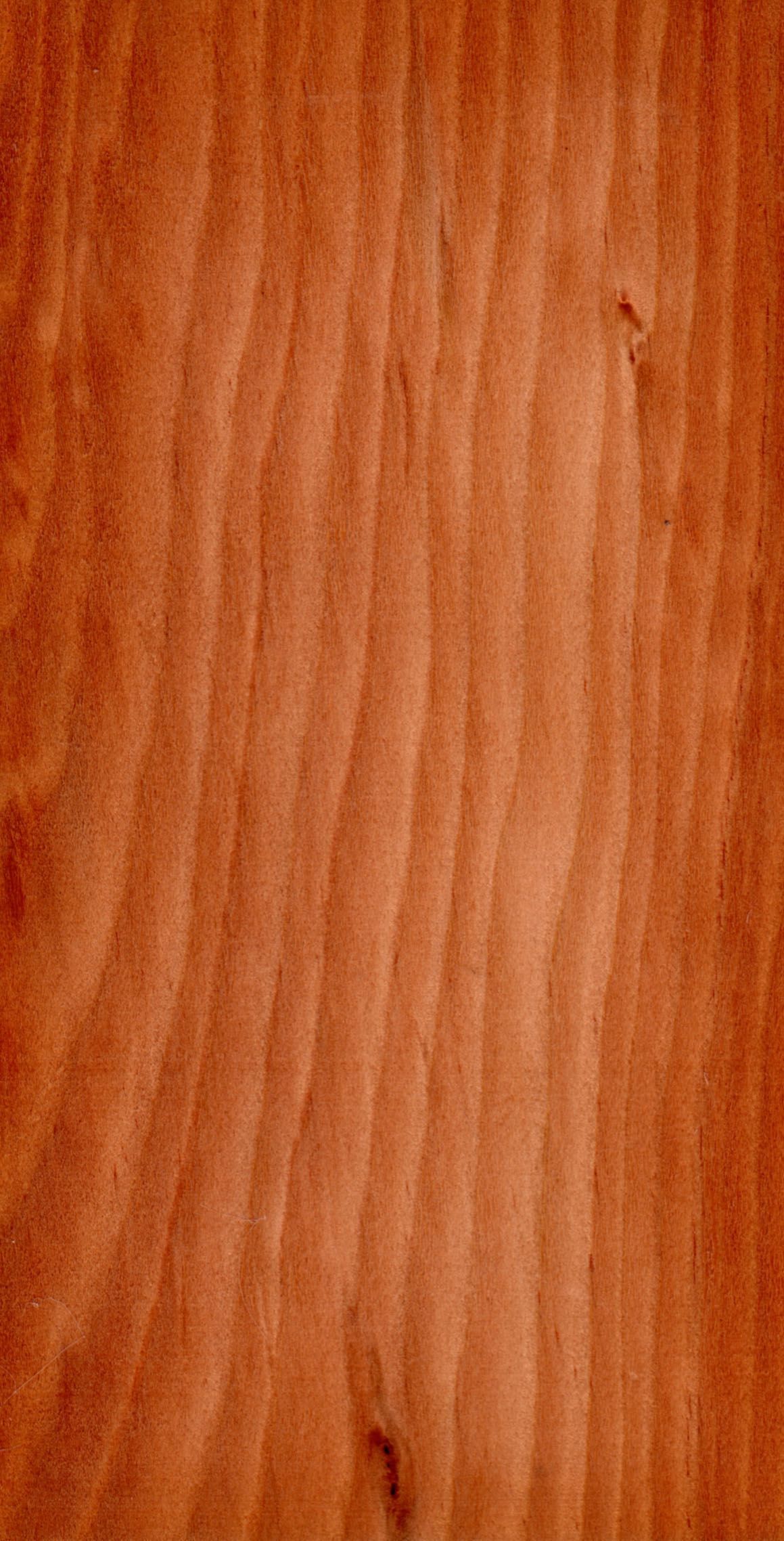
Искусственный косослой